# 日本のアダルトアニメ一覧 (な行)
- アニメ > アダルトアニメ > 日本のアダルトアニメ一覧 > 日本のアダルトアニメ一覧 (な行)
- アニメ > アニメ作品一覧 > 日本のアダルトアニメ一覧 > 日本のアダルトアニメ一覧 (な行)

日本のアダルトアニメ一覧 (な行)では、日本におけるアニメ商業作品においてアダルトアニメとされている作品の五十音順“な行”の一覧を記載。
- 記載の凡例については日本のアダルトアニメ一覧#凡例を参照

| あ行 | あ・い・う・え・お | は行 | は・ひ・ふ・へ・ほ |
| か行 | か・き・く・け・こ | ま行 | ま・み・む・め・も |
| さ行 | さ・し・す・せ・そ | や行 | や・ゆ・よ         |
| た行 | た・ち・つ・て・と | ら行 | ら・り・る・れ・ろ |
| な行 | な・に・ぬ・ね・の | わ行 | わ・ゐ・ゑ・を・ん |

| 1960年代 - 1990年代 | 1960年代 | 1960・1961・1962・1963・1964・1965・1966・1967・1968・1969 |
| 1960年代 - 1990年代 | 1970年代 | 1970・1971・1972・1973・1974・1975・1976・1977・1978・1979 |
| 1960年代 - 1990年代 | 1980年代 | 1980・1981・1982・1983・1984・1985・1986・1987・1988・1989 |
| 1960年代 - 1990年代 | 1990年代 | 1990・1991・1992・1993・1994・1995・1996・1997・1998・1999 |
| 2000年代            | 2000年代 | 2000・2001・2002・2003・2004・2005・2006・2007・2008・2009 |
| 2010年代            | 2010年代 | 2010・2011・2012・2013・2014・2015・2016・2017・2018・2019 |
| 2020年代            | 2020年代 | 2020・2021・2022・2023・2024・2025・2026・2027・2028・2029 |

| 目次 | • 脚注• 注釈• 出典• 参考文献 |

## な
| 作品名                                                                                                 | 年月日         | 製作               | 発売元                   | 販売元                   |
| --- | -------------- | ------------------ | ------------------------ | ------------------------ |
| ナイショの若菜さん♥                                                                                    | 2013年12月5日  | ちちのや           |                          |                          |
| Knight of Erin -Erin and Nighthawk- 1st tale 傭兵エリンの旅立ちと、秘密のバニーガール                  | 2020年10月30日 | 魔人               | 魔人                     | エイ・ワン・シー         |
| Knight of Erin -Erin and Nighthawk- 2nd tale ウシ乳エリンとネコ耳エリン、もひとつおまけにチアガール    | 2020年11月27日 | 魔人               | 魔人                     | エイ・ワン・シー         |
| Knight of Erin -Erin and Nighthawk- 3rd tale ナースとシスターのダブル癒し 迷える子羊たちの連続射精     | 2021年2月26日  | 魔人               | 魔人                     | エイ・ワン・シー         |
| Knight of Erin -Erin and Nighthawk- 4th tale メイドたちの乱交と最後の敵 エリンとナイトホークの絆エッチ | 2021年3月26日  | 魔人               | 魔人                     | エイ・ワン・シー         |
| Naedoko Demon's Ground 奈落の孕姫 -THE ANIMATION- Vol.1                                                | 2019年7月26日  | BOMB!CUTE!BOMB!    |                          |                          |
| 嘆きの健康優良児                                                                                       | 1994年8月5日   | ピンクパイナップル | ピンクパイナップル       | ピンクパイナップル       |
| 嘆きの健康優良児II                                                                                     | 1995年5月26日  | ピンクパイナップル | ピンクパイナップル       | ピンクパイナップル       |
| 嘆きの健康優良児III                                                                                    | 1995年10月13日 | ピンクパイナップル | ピンクパイナップル       | ピンクパイナップル       |
| Natural（ナチュラル） VOL.1「心ひかれて」                                                              | 1999年2月25日  | グリーンバニー     | ビームエンタテインメント | ビームエンタテインメント |
| Natural（ナチュラル） VOL.2「ひとつに溶けて」                                                          | 1999年5月25日  | グリーンバニー     | ビームエンタテインメント | ビームエンタテインメント |
| Natural（ナチュラル） Another.1 思いはじけて…                                                          | 2000年2月25日  | グリーンバニー     | グリーンバニー           |                          |
| Natural（ナチュラル） Another.2 身も心も                                                               | 2000年6月25日  | グリーンバニー     | グリーンバニー           |                          |
| Natural2 -DUO- CHI-SA-TO ナチュラル2 デュオ 第一話「千紗都」                                           | 2001年11月25日 | グリーンバニー     | グリーンバニー           |                          |
| Natural2 -DUO- KUU ナチュラル2 デュオ 第二話「空」                                                     | 2002年2月25日  | グリーンバニー     | グリーンバニー           |                          |
| Natural2 -DUO- KU-MI-KO ナチュラル2 デュオ 第三話「久美子」                                            | 2002年8月25日  | グリーンバニー     | グリーンバニー           |                          |
| Natural2 -DUO- HI-NA-MI ナチュラル2 デュオ 第四話「日奈美」                                            | 2003年7月24日  | グリーンバニー     | グリーンバニー           |                          |
| なちゅらるばけーしょん The Animation                                                                   | 2018年12月21日 | ピンクパイナップル | ピンクパイナップル       | ピンクパイナップル       |
| 夏が終わるまで The Animation 上巻「脅迫された女子マネージャー」                                        | 2020年7月31日  | ショーテン         |                          |                          |
| 夏が終わるまで The Animation 下巻「お願い見ないで…」                                                   | 2020年9月25日  | ショーテン         |                          |                          |
| 夏蟲 THE ANIMATION molester.1「ともえ」                                                                | 2009年12月25日 | ピンクパイナップル | ピンクパイナップル       | ピンクパイナップル       |
| 夏蟲 THE ANIMATION molester.2「冬虫花葬」                                                              | 2010年3月26日  | ピンクパイナップル | ピンクパイナップル       | ピンクパイナップル       |
| 夏休み明けの彼女は… 前編                                                                               | 2022年7月8日   | WHITE BEAR         | メディアバンク           | メディアバンク           |
| 夏休み明けの彼女は… 後編                                                                               | 2022年10月7日  | WHITE BEAR         | メディアバンク           | メディアバンク           |
| なまイキ☆ -生粋荘へようこそ!- THE ANIMATION                                                            | 2015年4月24日  | ピンクパイナップル | ピンクパイナップル       | ピンクパイナップル       |
| 生膣ひゃくぱぁせんと! 固結びのシンパ くぱぁ#1 〜あかね色・藍色のゆうわく〜                             | 2012年11月23日 | Queen Bee          | Queen Bee                | メディアバンク           |
| 生膣ひゃくぱぁせんと! 固結びのシンパ くぱぁ#2 〜ももいろ・にゅうはくしょくのゆうわく〜                 | 2013年3月22日  | Queen Bee          | Queen Bee                | メディアバンク           |
| 生膣ひゃくぱぁせんと! 固結びのシンパ くぱぁ#3 〜なないろ・うつりゆくゆうわく                           | 2013年6月7日   | Queen Bee          | Queen Bee                | メディアバンク           |
| なまLORe: なまけもの THE ANIMATION                                                                     | 2016年6月3日   | chippai            | chippai                  | ミルキーズピクチャーズ   |
| なまLORe: ふらちもの THE ANIMATION                                                                     | 2016年8月5日   | chippai            | chippai                  | ミルキーズピクチャーズ   |
| 奈美SOS! ファースト・バトル                                                                            | 2003年10月25日 | ムーンロック       | ムーンロック             | h.m.p                    |
| なりゆき→パパ活GIRLS!! The Animation #1「J○×オジサマの快感セックスライフ♥」                            | 2018年2月23日  | ピンクパイナップル | ピンクパイナップル       | ピンクパイナップル       |
| なりゆき→パパ活GIRLS!! The Animation #2「オジサマ、わたしたちもっと気持ち良くなりたいの♥」             | 2018年6月29日  | ピンクパイナップル | ピンクパイナップル       | ピンクパイナップル       |

## に
| 作品名                                                                           | 年月日         | 製作                     | 発売元                     | 販売元               |
| -------------------------------------------------------------------------------- | -------------- | ------------------------ | -------------------------- | -------------------- |
| 新妻こよみ THE ANIMATION                                                         | 2018年7月27日  | ピンクパイナップル       | ピンクパイナップル         | ピンクパイナップル   |
| 肉体転移 第一章                                                                  | 2003年12月21日 | グリーンバニー           | グリーンバニー             |                      |
| 肉体転移 第二章                                                                  | 2004年3月25日  | グリーンバニー           | グリーンバニー             |                      |
| 肉牝R30 〜肉欲に堕ちた牝たち〜 THE ANIMATION 「もっと、淫らに…してください…」    | 2014年10月31日 | ピンクパイナップル       | ピンクパイナップル         | ピンクパイナップル   |
| 肉欲玩具宅配人 梱包虜囚地獄 Vol.1                                                | 2002年7月18日  | ファイブウェイズ         | ファイブウェイズ           | ファイブウェイズ     |
| 肉欲玩具宅配人 梱包虜囚地獄 Vol.2                                                | 2002年8月17日  | ファイブウェイズ         | ファイブウェイズ           | ファイブウェイズ     |
| 肉欲玩具宅配人 梱包虜囚地獄 Vol.3                                                | 2002年11月18日 | ファイブウェイズ         | ファイブウェイズ           | ファイブウェイズ     |
| 肉嫁 高柳家の人々 其の壱 性獄の屋敷                                              | 2005年8月25日  | Milky                    | Milky                      | GPミュージアムソフト |
| 肉嫁 高柳家の人々 其の弐 満開の蒸れ肉                                            | 2005年11月25日 | Milky                    | Milky                      | GPミュージアムソフト |
| 肉嫁 高柳家の人々 其の参 禁忌（タブー）と背徳                                    | 2007年1月25日  | Milky                    | Milky                      | GPミュージアムソフト |
| 肉嫁 高柳家の人々 其の四 最終話 性獄の終焉、饗宴の幕開け                         | 2007年3月25日  | Milky                    | Milky                      |                      |
| 21時の女 〜ニュース・キャスター 桂木美紀〜                                       | 2001年2月21日  | ミュージアムピクチャーズ | ミュージアムピクチャーズ   | ミュージアム         |
| 21時の女2 ニュース・キャスター 桂木美紀                                          | 2001年6月21日  | ミュージアムピクチャーズ | ミュージアムピクチャーズ   | ミュージアム         |
| 21時の女3 ニュース・キャスター 桂木美紀                                          | 2001年11月21日 | ミュージアムピクチャーズ | ミュージアムピクチャーズ   | ミュージアム         |
| 25歳の女子○生 ［完全版］                                                         | 2018年7月4日   | 彗星社                   |                            |                      |
| 二重奏 〜罠に落ちた女たち〜                                                      | 2002年3月21日  |                          | ジーピーエンタテインメント | ミントハウス         |
| 20世紀最後のあがき… スーパーエロティックアニメ マドンナ 気持ちいい事して下さい。 | 1985年10月9日  | レッツ                   | レッツ                     |                      |
| Newmanoid CAM キャム＝キャスティン                                               | 2010年5月19日  | PIXY                     |                            |                      |
| 人形の館 Doll-1 〜淫夢に抱かれたメイドたち〜                                     | 2003年7月25日  | ミュージアムピクチャーズ | ミュージアムピクチャーズ   | GPミュージアム       |
| 人形の館 Doll-2 〜メイドを狂わす淫律のタクト〜                                   | 2003年11月25日 | ミュージアムピクチャーズ | ミュージアムピクチャーズ   | GPミュージアム       |
| 忍法乱れからくり 其ノ一 抜け忍 巴え恋                                            | 1996年8月23日  | ピンクパイナップル       | ピンクパイナップル         | ピンクパイナップル   |
| 忍法乱れからくり 其ノ二 くノ一逆襲 蜜地獄                                        | 1996年11月29日 | ピンクパイナップル       | ピンクパイナップル         | ピンクパイナップル   |

## ぬ
| 作品名 | 年月日         | 製作                | 発売元              | 販売元             |
| --- | -------------- | ------------------- | ------------------- | ------------------ |
| ヌーディストビーチに修学旅行で!! THE ANIMATION                                                                   | 2016年5月27日  | ピンクパイナップル  | ピンクパイナップル  | ピンクパイナップル |
| ヌーディストビーチに修学旅行で!! THE ANIMATION 2                                                                 | 2016年10月28日 | ピンクパイナップル  | ピンクパイナップル  | ピンクパイナップル |
| ヌキどきッ! 〜天使と悪魔の搾精バトル〜 ツンデレ夢魔っ娘・フィリカ 〜悪魔が跨がり子種吸ぃ♥                        | 2013年5月31日  | PoRO                | PoRO                | エイ・ワン・シー   |
| ヌキどきッ! 〜天使と悪魔の搾精バトル〜 狂乳無垢天使・セラ 〜ドジっ娘清楚なエロ電車♥                              | 2013年9月27日  | PoRO                | PoRO                | エイ・ワン・シー   |
| ヌキどきッ! Revolution♡〜天使と悪魔の搾精バトル〜 月夜の晩に悪魔参上! フィリカの狙いはダメ男の精液!? 編          | 2017年2月24日  | Collaboration Works | Collaboration Works | エイ・ワン・シー   |
| ヌキどきッ! Revolution♥ 〜天使と悪魔の搾精バトル〜 夕焼け空に天使降臨! セラのおっぱい、自由にしてね♡ 編          | 2017年4月28日  | Collaboration Works | Collaboration Works | エイ・ワン・シー   |
| ヌキどきッ! Revolution♥ 〜天使と悪魔の搾精バトル〜 白濁お風呂でお肌スベスベ! ののあとフィリカがエッチっちぃ!? 編 | 2017年7月14日  | Collaboration Works | Collaboration Works | エイ・ワン・シー   |
| ヌキどきッ! Revolution♥ 〜天使と悪魔の搾精バトル〜 大和の妄想、大暴走! ののあが悪魔に着替えたら♡ 編              | 2017年8月18日  | Collaboration Works | Collaboration Works | エイ・ワン・シー   |
| 濡れ透けJ○ 雨宿りレ×プ                                                                                           | 2018年6月8日   | せるふぃっしゅ      |                     |                    |
| 濡れ透けJ○ 雨宿りレ×プ その後                                                                                    | 2018年6月22日  | せるふぃっしゅ      |                     |                    |

## ね
| 作品名 | 年月日         | 製作                     | 発売元                              | 販売元                 |
| --- | -------------- | ------------------------ | ----------------------------------- | ---------------------- |
| 姉♥SUMMER! 上巻「バ、バカァァッン」                                                                                | 2011年12月30日 | メリー・ジェーン         | メリー・ジェーン                    | メリー・ジェーン       |
| 姉♥SUMMER! 下巻「す、好きぃぃいっ」                                                                                | 2012年4月6日   | メリー・ジェーン         | メリー・ジェーン                    | メリー・ジェーン       |
| ねぇ、…しよ♥ 前編                                                                                                  | 2018年2月2日   | Queen Bee                | メディアバンク                      | メディアバンク         |
| ねぇ、…しよ♥ 後編                                                                                                  | 2018年4月6日   | Queen Bee                | メディアバンク                      | メディアバンク         |
| 姉、ちゃんとしようよっ! 第1話 空也故郷へ帰るの巻                                                                   | 2005年11月25日 | WHITE BEAR               | ディースリー                        | メディアバンク         |
| 姉、ちゃんとしようよっ! 第2話 姉ちゃんよ永遠にの巻                                                                 | 2006年4月21日  | WHITE BEAR               | ディースリー                        | メディアバンク         |
| 姉、ちゃんとしようよっ! 第3話 柊家の秘密の巻                                                                       | 2007年1月26日  | WHITE BEAR               | ディースリー                        | メディアバンク         |
| 姉、ちゃんとしようよっ! 第4話 愛と罵倒の日々の巻                                                                   | 2007年5月25日  | WHITE BEAR               | ディースリー                        | メディアバンク         |
| 姉、ちゃんとしようよっ! 第5話 姉ちゃんにうんと甘えてねの巻                                                         | 2007年7月27日  | WHITE BEAR               | ディースリー                        | メディアバンク         |
| 熱砂の惑星 -女公安官ケイト- ［セクシャルグレードアップ改訂版］                                                     | 2000年2月18日  | 熱砂の惑星プロジェクト   | オールプロダクツ                    | ファイブウェイズ       |
| 熱砂の惑星2 -性の牝犬ケイト- ［セクシャルグレードアップ改訂版］                                                    | 2000年4月18日  | 熱砂の惑星プロジェクト   | オールプロダクツ                    | ファイブウェイズ       |
| NTR KANOJO ネトカノ —涼森瑞希—                                                                                     | 2021年6月4日   | あんてきぬすっ           | あんてきぬすっ                      |                        |
| NTR KANOJO Case.2 ネトシス —春野香澄—                                                                              | 2021年6月4日   | あんてきぬすっ           | あんてきぬすっ                      |                        |
| ネトラセラレ 01 | 2015年7月24日  | ケイ・エム・プロデュース | ワールドK、ケイ・エム・プロデュース | トップマーシャル       |
| ネトラセラレ 02 | 2015年9月25日  | ケイ・エム・プロデュース | ワールドK、ケイ・エム・プロデュース | トップマーシャル       |
| ネトラレ 〜田辺優香の独白〜                                                                                        | 2010年8月13日  | ちちのや                 |                                     |                        |
| ネトラレヅマ 礼子                                                                                                  | 2012年8月17日  | ミルキーズピクチャーズ   | ミルキーズピクチャーズ              | ミルキーズピクチャーズ |
| 寝取られファイター ヤリっちんぐ! ROUND1                                                                            | 2010年7月16日  | ミルキーズピクチャーズ   | ミルキーズピクチャーズ              | ミルキーズピクチャーズ |
| 寝取られファイター ヤリっちんぐ! ROUND2                                                                            | 2010年12月17日 | ミルキーズピクチャーズ   | ミルキーズピクチャーズ              | ミルキーズピクチャーズ |
| 寝取られファイター ヤリっちんぐ! ROUND3                                                                            | 2011年2月18日  | ミルキーズピクチャーズ   | ミルキーズピクチャーズ              | ミルキーズピクチャーズ |
| 狙われた女神天使エンゼルティアー 守った人間達に裏切られて 女神天使・優理 〜啼きしゃぶる肉棒おもてなし♥             | 2014年5月30日  | PoRO                     | PoRO                                | エイ・ワン・シー       |
| 狙われた女神天使エンゼルティアー 守った人間達に裏切られて 狙われた巨乳無垢・優理 〜護った笑顔に堕とされて♥〜       | 2014年10月31日 | PoRO                     | PoRO                                | エイ・ワン・シー       |
| 狙われた女神天使エンゼルティアー 守った人間達に裏切られて クール女教師・涼音 〜頬張り睨むコスプレ女神♥〜           | 2015年9月25日  | PoRO                     | PoRO                                | エイ・ワン・シー       |
| 狙われた女神天使エンゼルティアー 守った人間達に裏切られて 憂鬱女教師・涼音 〜護りハメられチェーン肉棒♥〜           | 2016年1月29日  | PoRO                     | PoRO                                | エイ・ワン・シー       |
| 錬精術士コレットのHな搾精物語 〜精液を集める錬精術士〜 第一話 コレットのアトリエ開業! 爆乳勇者シルヴィアとの出会い | 2022年9月30日  | 魔人                     | 魔人                                | エイ・ワン・シー       |

## の
| 作品名                                                 | 年月日         | 製作                             | 発売元             | 販売元                 |
| ------------------------------------------------------ | -------------- | -------------------------------- | ------------------ | ---------------------- |
| のせわすれ 〜女教師中善寺綾乃の淫鬱なこれから〜 前編   | 2015年1月2日   | AniMan                           | AniMan             | ミルキーズピクチャーズ |
| のせわすれ 〜女教師中善寺綾乃の淫鬱なこれから〜 後編   | 2015年2月6日   | AniMan                           | AniMan             | ミルキーズピクチャーズ |
| ノ・ゾ・キ・ア・ナ Sexy増量版                          | 2013年5月24日  | 「ノ・ゾ・キ・ア・ナ」製作委員会 | 東宝               | 東宝                   |
| のぞき彼女 〜見つめる優等生・楓〜転がり堕ちる如雨露♥〜 | 2019年12月27日 | nür                              | nür                | エイ・ワン・シー       |
| のぞき彼女 〜上書き性服・楓〜剥がれ注ぐおじさん棒♥〜   | 2020年2月28日  | nür                              | nür                | エイ・ワン・シー       |
| のぞき彼女 〜覗かされる恥戯・楓 追い込み恥ずる憎棒♥〜  | 2021年6月25日  | nür                              | nür                | エイ・ワン・シー       |
| のぞき彼女 〜堕ちぶる優等生・楓 追い込まれた覗き〜     | 2021年8月27日  | nür                              | nür                | エイ・ワン・シー       |
| 野々村病院の人々 THE ANIMATION 前篇                    | 1996年8月23日  | ピンクパイナップル               | ピンクパイナップル | ピンクパイナップル     |
| 野々村病院の人々 THE ANIMATION 後篇                    | 1996年9月27日  | ピンクパイナップル               | ピンクパイナップル | ピンクパイナップル     |
| ←た行                                                  | ↑目次          | は行→                            | は行→              | は行→                  |